# Institut für Internationale Beziehungen
Das Institut für Internationale Beziehungen in Prag (tschechisch Ústav mezinárodních vztahů) ist eine öffentliche Forschungseinrichtung, die grundlegende und angewandte wissenschaftliche Forschung auf dem Gebiet der internationalen Beziehungen produziert. Gründer des Instituts war 1970 das Außenministerium der Tschechischen Republik (MFA) unter kommunistischer Führung; es wird von Mats Braun geleitet. Die Finanzierung des Instituts erfolgt hauptsächlich aus dem Staatshaushalt für Wissenschaft, Forschung und Innovation der Tschechischen Republik, aus Beiträgen des Außenministeriums sowie gezielten Unterstützungsprojekten, die von in- und ausländischen Quellen stammen. Das Institut führt laut eigener Aussage unabhängige Forschung im öffentlichen Interesse durch.

## Geschichte
Das Ministerium für auswärtige Angelegenheiten der Tschechoslowakei gründete 1970 das Institut für Internationale Beziehungen als Ersatz für das 1957 gegründete Institut für Internationale Politik und Wirtschaft. Sitz des Instituts ist das historische Gebäude namens U Bílého koníčka (deutsch etwa Im weißen Rößl), das sich in der Nerudova-Straße in Prager Kleinseite befindet. In den 1970er-Jahren wurde die Freiheit der tschechischen Gesellschaft durch den zunehmenden ideologischen Druck, die staatliche Kontrolle und die Zensur der Sowjetunion verringert. Die wichtigsten Veränderungen in der Arbeitsweise des Instituts für Internationale Beziehungen kamen nach dem Umsturz von 1989. Für das Institut bedeutete die Samtene Revolution eine Möglichkeit, eine unabhängige wissenschaftliche Institution zu werden. In den folgenden Jahren erfuhr das Institut für Internationale Beziehungen hauptsächlich eine radikale Entideologisierung und Entpolitisierung, während seine aktiven Verbindungen zu anderen Ländern zugleich auch stark in den Vordergrund gerückt wurden. Neben diesen neu gesetzten Zielen unterstützte das Institut weiterhin die Außenpolitik der neu geschaffenen Tschechischen Republik. Im Jahr 2007 wurde das Institut in eine öffentliche Forschungseinrichtung umgewandelt, Elemente der Autonomie wurden in ihre Organisation eingebracht.

## Aktuelle Aktivitäten und Forschung
Die Aktivitäten des IIR bestehen aus unabhängiger Forschung und allgemeiner Popularisierung sowie pädagogischen Aktivitäten. Das IIR schafft somit eine Verbindung zwischen der akademischen Welt, der Öffentlichkeit und der Praxis der internationalen Politik. Die Haupttätigkeit des IIR ist die unabhängige Forschung auf dem Gebiet der internationalen Beziehungen. Das IIR führt zwei allgemeine Arten von Forschung durch. Die erste Art ist die elementare akademische Forschung mit einer Vielzahl von Theorien und methodischer Genauigkeit, deren Erfolg sowohl in der inländischen Szene als auch im Ausland sichtbar ist. Die zweite Art ist auf angewandte Forschung ausgerichtet, die ein breites Wissen nutzt, das hauptsächlich aus der eigenen Forschung des IIR stammt und auf fortschrittlichen Analyse- und Forschungsmethoden basiert. Diese Forschung wird hauptsächlich vom MFA, aber auch manchmal von anderen öffentlichen Institutionen verwendet. Die Forschungsaktivitäten des IIR werden von der Forschungsabteilung geleitet, deren Direktor derzeit Emil Aslan ist. Die Abteilung ist in sieben Forschungszentren unterteilt: das Zentrum für europäische Sicherheit, das Zentrum für europäische Integration, das Zentrum für Energiepolitik, das Zentrum für globale politische Ökonomie, das Zentrum für internationales Recht, das Zentrum für EU-Asien-Beziehungen und das Zentrum für neue Technologien.

## Internationale Zusammenarbeit
Das IIR verfügt über internationale Vernetzungen, die die Durchführung seines Forschungsprogramms unterstützen. Zu diesen Netzwerken gehören z. B. das EU-Konsortium für Nichtverbreitung und Abrüstung, die Trans European Policy Studies Association (TEPSA), das Netz der Europäischen Politikinstitute (EPIN), das European Consortium for Political Research (ECPR) und der Euro-Mediterranean Study Commission (EuroMeSCo). Zu seinen ausländischen Partnern gehören auch das Norwegische Institut für Internationale Angelegenheiten (NUPI), das Koreanische Institut für auswärtige Angelegenheiten und internationale Sicherheit (IFANS) und das österreichische Institut für die Wissenschaften vom Menschen (IWM).

## Bildungs- und Popularisierungsaktivitäten
Zu den elementaren Zielen des IIR gehört die Erweiterung des öffentlichen Wissens über internationale Studien und die Kultivierung und Erweiterung des Horizonts der öffentlichen Debatte über die internationale Politik in der Tschechischen Republik. Darüber hinaus bietet das IIR Fachpraktika für tschechische und ausländische Studierende und Hochschulabsolventen an.

## Sonstige Tätigkeiten
Das IIR führt viele Veranstaltungen durch, unter anderem Podiumsdiskussionen, Vorträge oder große internationale Konferenzen, die sich in der Regel auf relevante internationale Themen konzentrieren und Fragen stellen, die in der eigenen Forschung des IIR auftauchen. Zwei seiner wichtigsten Konferenzen sind die Plattform Prague European Summit (PES) und das internationale Symposium „Tschechische Außenpolitik“, die jährlich stattfinden. Darüber hinaus verfügt das IIR über eine öffentliche Bibliothek und bietet Mittel und Schirmherrschaft für viele Verlagsaktivitäten, die über den eigenen Verlag der IIR durchgeführt werden. Die Bibliothek der IIR umfasste bis Ende 2016 über 84.600 Bücher und 419 Zeitschriften und kooperiert hauptsächlich mit ausländischen Fachbibliotheken und Informationseinrichtungen, aber auch mit vielen tschechischen. Die Veröffentlichungstätigkeit des IIR hat eine wesentliche Bedeutung für die Forschung des IIR sowie seine Popularisierungs- und Bildungsaktivitäten. Das IIR veröffentlicht Peer-Review-Zeitschriften, wie das Czech Journal of International Relations und New Perspectives sowie das popularisierende Magazin International Politics.